# 選擇美國投資高峰會
選擇美國投資高峰會（英語：SelectUSA Investment Summit）是2007年由美國聯邦政府所設立的一項計劃。旨在促進外商直接投資美國，促進創造就業機會和經濟發展，它協調整個聯邦政府並通過美国商务服务局在70多個國外市場進行投資。